# Anne Revere
Anne Revere (n. 25 iunie 1903, New York City, New York, SUA – d. 18 decembrie 1990, Locust Valley⁠(d), Nassau County, New York, SUA) a fost o actriță americană.  

## Biografie
S-a născut în New York City. Anne este descendentă directă a  argintarului american luptător în Războiul de Independență al SUA Paul Revere.

## Filmografie
| An   | Film                                 | Rol                               | Note                                                     |
| ---- | ------------------------------------ | --------------------------------- | -------------------------------------------------------- |
| 1934 | Double Door                          | Caroline Van Brett                |                                                          |
| 1940 | The Howards of Virginia              | Mrs. Betsy Norton                 |                                                          |
| 1940 | One Crowded Night                    | Mae Andrews                       |                                                          |
| 1941 | Remember the Day                     | Miss Nadine Price                 |                                                          |
| 1941 | The Flame of New Orleans             | Giraud's Sister                   |                                                          |
| 1941 | Men of Boys Town                     | Mrs. Fenely                       |                                                          |
| 1941 | The Devil Commands                   | Mrs. Walters                      |                                                          |
| 1941 | H.M. Pulham, Esq.                    | John's Secretary, Miss Redfern    | (nemenționat)                                            |
| 1941 | Design for Scandal                   | Porter's Maid, Nettie             | (nemenționat)                                            |
| 1942 | The Gay Sisters                      | Miss Ida Orner                    |                                                          |
| 1942 | Are Husbands Necessary?              | Anna                              |                                                          |
| 1942 | Meet the Stewarts                    | Geraldine Stewart                 |                                                          |
| 1942 | Star Spangled Rhythm                 | Sarah                             | (nemenționat)                                            |
| 1942 | The Falcon Takes Over                | Jessie Florian                    |                                                          |
| 1943 | The Song of Bernadette               | Louise Soubirous                  | Nominalizare — Academy Award for Best Supporting Actress |
| 1943 | Old Acquaintance                     | Belle Carter                      |                                                          |
| 1943 | Shantytown                           | Mrs. Gorty                        |                                                          |
| 1943 | The Meanest Man in the World         | Kitty Crockett, Clark's Secretary |                                                          |
| 1944 | The Keys of the Kingdom              | Agnes Fiske                       |                                                          |
| 1944 | National Velvet                      | Mrs. Brown                        | Academy Award for Best Supporting Actress                |
| 1944 | Sunday Dinner for a Soldier          | Agatha Butterfield                |                                                          |
| 1944 | Rainbow Island                       | Queen Okalana                     |                                                          |
| 1944 | Standing Room Only                   | Major Harriet Cromwell            |                                                          |
| 1945 | Fallen Angel                         | Clara Mills                       |                                                          |
| 1945 | Don Juan Quilligan                   | Mrs. Cora Rostigaff               |                                                          |
| 1945 | The Thin Man Goes Home               | Crazy Mary                        |                                                          |
| 1946 | Dragonwyck                           | Abigail Wells                     |                                                          |
| 1947 | Gentleman's Agreement                | Mrs. Green                        | Nominalizare — Academy Award for Best Supporting Actress |
| 1947 | Forever Amber                        | Mother Red Cap                    |                                                          |
| 1947 | Body and Soul                        | Anna Davis                        |                                                          |
| 1947 | Carnival in Costa Rica               | Mama Elsa Molina                  |                                                          |
| 1947 | The Shocking Miss Pilgrim            | Alice Pritchard                   |                                                          |
| 1948 | Deep Waters                          | Mary McKay                        |                                                          |
| 1948 | Scudda Hoo! Scudda Hay!              | Judith Dominy                     |                                                          |
| 1948 | Secret Beyond the Door               | Caroline Lamphere                 |                                                          |
| 1949 | You're My Everything                 | Aunt Jane                         |                                                          |
| 1951 | A Place in the Sun                   | Hannah Eastman                    |                                                          |
| 1951 | The Great Missouri Raid              | Mrs. Samuels                      |                                                          |
| 1970 | Macho Callahan                       | Crystal                           |                                                          |
| 1970 | Tell Me That You Love Me, Junie Moon | Miss Farber                       |                                                          |
| 1976 | Birch Interval                       | Mrs. Tanner                       |                                                          |